# Cabezón de Pisuerga
Cabezón de Pisuerga is een gemeente in de Spaanse provincie Valladolid in de regio Castilië en León met een oppervlakte van 45,38 km². Cabezón de Pisuerga telt 3.657 inwoners (1 januari 2016).